# فينس ليا
فينس ليا (بالإنجليزية: Vince Lia)‏ (18 مارس 1985 بشيبارتون في أستراليا - ) هو لاعب كرة قدم أسترالي في مركز الوسط. شارك مع منتخب أستراليا تحت 17 سنة لكرة القدم ومنتخب أستراليا تحت 20 سنة لكرة القدم ومنتخب أستراليا الوطني لكرة القدم تحت 23 سنة. أما مع النوادي، فقد لعب مع نادي ملبورن فيكتوري ونادي ويلينغتون فينيكس ونادي جنوب ملبورن وFawkner-Whittlesea Blues ‏.

## روابط خارجية
- فينس ليا على موقع قاعدة بيانات كرة القدم.إي يو (الإنجليزية)
- فينس ليا على موقع Soccerway.com (الإنجليزية)
- فينس ليا على موقع عالم كرة القدم.نت (الإنجليزية)